# آرثر آدامز (فنان قصص مصورة)
آرثر آدامز (بالإنجليزية: Art Adams)‏ هو فنان قصص مصورة أمريكي، ولد في 5 أبريل 1963 في هوليوك في الولايات المتحدة.

## وصلات خارجية
- الموقع الرسمي